# Trofeo Villa de Laguardia
El Trofeo Villa de Laguardia es un Trofeo amistoso de verano, disputado en la localidad de Laguardia, perteneciente a la provincia de Álava (España) .
Los partidos se disputan en el estadio municipal del Prao.

## Palmarés
| Año  | Edición      | Campeón              | Resultado | Subcampeón                    |  |
| ---- | ------------ | -------------------- | --------- | ----------------------------- |  |
| 2000 | I            | Deportivo Alavés     | 11-1      | CF Laguardia                  |  |
| 2001 | II           | Deportivo Alavés     | 2-1       | CD Logroñés                   |  |
| 2002 | No disputado | -                    | -         | -                             |  |
| 2003 | III          | Deportivo Alavés     | 1-1 (pen) | CD Logroñés                   |  |
| 2004 | IV           | Deportivo Alavés     | 2-2 (pen) | CD Numancia de Soria          |  |
| 2005 | V            | CD Numancia de Soria | 4-1       | Deportivo Alavés              |  |
| 2006 | VI           | Deportivo Alavés     | 3-0       | CD Numancia de Soria          |  |
| 2007 | VII          | Deportivo Alavés     | 1-1 (pen) | CD Logroñés                   |  |
| 2008 | VIII         | SD Eibar             | 3-1       | Deportivo Alavés              |  |
| 2009 | IX           | Deportivo Alavés     | 1-0       | CD Calahorra                  |  |
| 2010 | X            | Deportivo Alavés     | 3-1       | Barakaldo CF                  |  |
| 2011 | XI           | Deportivo Alavés     | 3-0       | Racing de Santander B         |  |
| 2012 | XII          | Deportivo Alavés     | 4-0       | CD Berceo                     |  |
| 2013 | XIII         | Selección A.F.E.     | 2-1       | Deportivo Alavés              |  |
| 2014 | XIV          | Deportivo Alavés     | 1-1 (pen) | CD Numancia de Soria          |  |
| 2015 | XV           | UD Logroñés          | 0-0 (pen) | Deportivo Alavés              |  |
| 2016 | XVI          | UD Logroñés          | 0-0 (pen) | Deportivo Alavés              |  |
| 2017 | XVII         | Deportivo Alavés     | 1-0       | UD Logroñés                   |  |
| 2018 | XVIII        | UD Logroñés          | 1-1 (pen) | Deportivo Alavés              |  |
| 2019 | XIX          | Deportivo Alavés     | 1-0       | Real Racing Club de Santander |  |
| 2020 | No disputado | -                    | -         | -                             |  |
| 2021 | XX           | Deportivo Alavés     | 1-0       | Club Deportivo Mirandés       |  |
| 2022 | XXI          | Deportivo Alavés     | 1-1 (pen) | Real Sporting de Gijón        |  |
| 2023 | No disputado | -                    | -         | -                             |  |
| 2024 | XXII         | Deportivo Alavés     | 1-1 (pen) | Real Sociedad de Fútbol       |  |
| 2025 | XXIII        | Deportivo Alavés     | 1-0       | Athletic Club                 |  |

## Campeones
| Equipo               | Títulos | Ediciones                                                                                            |
| -------------------- | ------- | --- |
| Deportivo Alavés     | 17      | 2000, 2001, 2003, 2004, 2006, 2007, 2009, 2010, 2011, 2012, 2014, 2017, 2019, 2021, 2022, 2024, 2025 |
| UD Logroñés          | 3       | 2015, 2016, 2018                                                                                     |
| CD Numancia de Soria | 1       | 2005                                                                                                 |
| SD Eibar             | 1       | 2008                                                                                                 |
| Selección A.F.E.     | 1       | 2013                                                                                                 |